# Посольство Беларуси в Польше
Посольство Республики Беларусь в Польше (пол. Ambasada Republiki Białoruś w Rzeczypospolitej Polskiej; бел. Пасольства Рэспублікі Беларусь у Рэспубліцы Польшча) — белорусское дипломатическое представительство, расположенное в Варшаве, Польша.
Должность Чрезвычайного и Полномочного Посла с марта 2019 года занимает кадровый белорусский дипломат Владимир Чушев.

## История
Дипломатические отношения между Польшей и Белоруссией были установлены 2 марта 1992 года.
В том же году открылось Посольство Республики Беларусь в Польше. Первым руководителем дипломатической миссии был Владимир Сенько (бел. Уладзімір Сянько) (1992―1994).
По данным на 2021 год, в Польше действуют Генеральное консульство Республики Беларусь в городе Белостоке и консульство в городе Бяла-Подляска.